# Notopteroidis
Els notopteroidis (Notopteroidei) són un subordre de peixos teleostis de l'ordre dels Osteoglossiformes que conté cinc famílies:
- Gymnarchidae (amb només una única espècie).
- Lycopteridae (extint).
- Mormyridae (peixos elefants).
- Notopteridae (peix ganivet).
- Ostariostomidae (extint).